# Ptyctolaemus collicristatus
Ptyctolaemus collicristatus är en ödleart som beskrevs av Schulte och Vindum 2004. Ptyctolaemus collicristatus ingår i släktet Ptyctolaemus och familjen agamer. Inga underarter finns listade i Catalogue of Life.
Arten förekommer i kulliga områden i Myanmar. Honor lägger ägg.